# VideoGamer.com
VideoGamer.com (în trecut cunoscut ca Pro-G) este un site londonez care publică știri despre jocuri video, recenzii, preview-uri și videoclipuri. Face parte din rețeaua de site-uri a Candy Banana, operată de compania suedeză IBIBI HB.

## Legături externe
- VideoGamer.com